# Комова Марія Василівна
Ко́мова Марі́я Васи́лівна (нар. 15 січня 1957) — український науковець, доктор наук із соціальних комунікацій, кандидат філологічних наук, доцент, заступник з навчально-методичної роботи завідувача кафедри соціальних комунікацій та інформаційної діяльності Інституту гуманітарних та соціальних наук Національного університету «Львівська політехніка».

## Біографічні відомості
Народилася Марія Василівна 15 січня 1957 року у сім'ї інженерно-технічних працівників.
У 1978 році закінчила Київський державний інститут культури.
У 1978-1986 роках – головний бібліотекар Львівської обласної універсальної наукової бібліотеки.
У 1986-2003 роках – завідувач науково-методичного відділу, заступник директора Науково-технічної бібліотеки Національного університету "Львівська політехніка".
З 2011 року – заступник завідувача з навчально-методичної роботи кафедри соціальних комунікацій та інформаційної діяльності Національного університету "Львівська політехніка".

## Професійна діяльність
У 1996 році – отримала грант Міжнародного фонду "Відродження". За сприяння цього фонду видала "Російсько-український словник бібліотечно-бібліографічних термінів", вихід у світ якого було приурочено до 150-річчя створення Національного університету "Львівська політехніка".
У 1999 році – захистила кандидатську дисертацію на тему «Формування та розвиток української бібліотечно-бібліографічної термінології» та отримала ступінь кандидата філологічних наук.
У 2000-2011 роках – доцент кафедри історії України, науки і техніки (кафедри історії, теорії та практики культури).
У 2005 році – присуджено наукове звання доцента.
З серпня 2011 року – доцент кафедри соціальних комунікацій та інформаційної діяльності Національного університету "Львівська політехніка".

## Навчальна робота
Дисципліни, які викладає:
- Термінологія інформаційної справи;
- Діловодство;
- Соціально-комунікаційні технології;
- Управління діловими інформаційними ресурсами.

## Наукова робота

### Наукові інтереси
- проблеми української науково-технічної термінології;
- функціонування документів у системі соціальних комунікацій (документознавство, діловодство, журналістика).

### Напрямки наукових досліджень
- наукова термінологія
- документальна інформація

### Наукові публікації
Марія Комова є автором понад 100 наукових праць [Архівовано 9 Лютого 2020 у Wayback Machine.]  з теорії соціальних комунікацій, документознавства, української наукової термінології, в т. ч. 16 книг (4 монографії, 5 навчальних посібників , 2 термінологічних словники, 3 бібліографічні посібники).
За монографію «Українська документознавча термінологія: шляхи формування та функційні особливості»  відзначена Дипломом другого ступеня Національного університету "Львівська політехніка" як призер конкурсу монографій, підручників та навчальних посібників у номінації «Найкраща монографія».

#### Вітчизняні монографії
1. Комова М.В. Документальна та інтерпретаційна природа контенту в соціальних комунікаціях: монографія / М.В. Комова. – Львів: Тріада-плюс, 2014. – 384 с.
2. Комова М.В. Принципи співвідношення фактів та інтерпретацій в засобах масової інформації: монографія / Нац. ун-т “Львів. політехніка”; М.В. Комова. – Львів, 2012. – 250 с.
3. Комова М.В. Українська документознавча термінологія: шляхи формування та функційні особливості: монографія / Нац. ун-т “Львів. політехніка”; М.В.Комова. – Львів, Вид-во НУ «Львівська політехніка», 2011. – 315 с.

#### Закордонні монографії
1. Komova M. The impact of convergence on the development of typological structure of new media // Around the Book, the Library and Information: The present state – challenges – prospect: [monograph]. – Lublin: Maria Curie-Sklodowska University Press, 2014. – C. 249 – 256.

#### Навчальні посібники
1. Комова М.В. Документознавча термінологія: навч. посібник / Нац. ун-т “Львів. політехніка”; М.В. Комова. – Львів, 2003. – 167 с.
2. Комова М.В. Діловодство: навч. посібник / Нац. ун-т “Львів. політехніка”; М.В. Комова. – Львів, Тріада-Плюс, 2006, 2007, 2009, 2011. – 220 с.
3. Комова М.В. Складання ділових документів: навч. посібник / Нац. ун-т “Львів. політехніка”; М.В. Комова. – Львів, Тріада-Плюс, 2007. – 157 с.
4. Комова М.В. Документознавство: навч. посібник / Нац. ун-т “Львів. політехніка”; М.В. Комова. – Львів, Тріада-Плюс, 2007. – 294 с.
5. Комова М.В. Керування документаційними процесами: навч. посібник / М.В. Комова, А.М. Пелещишин, Т.М. Білущак. – Львів: Вид-во НУ «Львівська політехніка», 2013. – 188 с.

#### Бібліографічні посібники
1. Комова М.В. Лев Полюга: біобібліогр. покажч. / Держ. ун-т “Львів. політехніка”; М.В. Комова.– Львів, 2000. – 88 с. – [Біобібліогр. вчених Львів. політехніки; вип. 20].
2. Анатоль Вовк: біобібліогр. покажч. / Нац. ун-т “Львів. політехніка”; Уклад. Б.Є. Рицар, М.В. Комова. – Львів: Ліга-Прес, 2002. – 64 с. – [Термінографічна серія Словосвіт].
3. Комова М.В. Українська термінографія (1948-2002): бібліограф. покажч. / Нац. ун-т “Львів. політехніка”; М.В.Комова. – Львів: Ліга-Прес, 2003. – 112 с. – [Термінографічна серія Словосвіт].
4. Комова М.В. [Посвята Л. О. Симоненко] / М.В. Комова //Людмила Олександрівна Симоненко / Нац. академія наук України. – Умань, 2006. – С.15 –16. – [Біобібліогр. вчених України].
5. Комова М.В. Майстер, учитель, наставник / М.В. Комова // Берегиня української термінології: До 75-річчя з дня народження професора  Л.О.  Симоненко / Нац. академія наук України.  Комітет наук. термінології. – К., 2011. – С. 25-26. – [Біобібліогр. вчених України].

#### Словники
1. Сташко М.В. Російсько-український словник бібліотечно-бібліографічних термінів / М.В. Сташко; Ред. Г.Л. Вознюк. – Львів: ЛПІ, 1991.– 103 с.
2. Сташко М.В. Російсько-український словник бібліотечно-бібліографічних термінів / М.В. Сташко; Наук. ред. Л.М. Полюга. – 2-е вид., перероб. і доп. – Львів: СП “БаК”, 1996. – 197 с.

#### Основні наукові статті
1. Komova M. Trend in documentation and information education // Biblioteka, ksiazka, Informacja, Internet. 2010 / Instytut Bibliotekoznavstva I Informacji Naukowej UMCS w Lublinie. – Lublin, 2010. – C. 58 – 63.
2. Komova M. Concepts of system transformation of media // Biblioteka, ksiazka, Informacja, Internet. 2012 / Instytut Bibliotekoznavstva I Informacji Naukowej UMCS w Lublinie. – Lublin, 2012. – C.73 – 80.
3. Комова М.В. Симулякры как средства манипуляции общественным сознанием: в свете теории Ж. Бодрийяра // Современные исследования социальных проблем: период. науч. изд. – Красноярск, 2013. – № 11. [Электронный ресурс]. – Режим доступу: http://sisp.nkras.ru/e-ru/issues/2013.html. – DOI : 10.12731/2218-7405-2013-11-11.
4. Комова М.В. Информационная модель исследования социальных трансформаций // Современные исследования социальных проблем: период. науч. изд. – Красноярск, 2013. – № 6 (26). [Электронный ресурс]. – Режим доступу: http://sisp.nkras.ru/e-ru/issues/2013.html. – DOI : 10.12731/2218-7405-2013-6-33.
5. Комова М.В. Управление контентом в современном коммуникационном пространстве // Современные исследования социальных проблем: период. науч. изд. – Красноярск, 2013. – № 2 (14). – С. 66 – 86.
6. Комова М.В. Структурно-функциональная модернизация средств массовой коммуникации // Социосфера:  науч.-метод  и  теорет. журнал. – 2013. – № 2. – С. 121 – 125.
7. Komova M. Contemporary Strategic Contexts in Mass Media Activity // Global  Journal   of   Interdisciplinary  Social  Sciences. – Vol.  2. – №. 5. – 2013. – Р. 1 – 4.
8. Komova M. Peculiarities of Applying of Documentary Principle of Media Practice // Global Journal of Interdisciplinary Social Sciences. – Vol. 2. – № 6. – 2013. – Р. 18 – 20. 2014
9. Komova M. Formation Criteria of Evidence Base of Journalism of News // Global Journal of Interdisciplinary Social Sciences. – Vol. 3. – № 1. – 2014. – Р. 10 – 12.
10. Komova M. Fact and factual information in the mass media / Folia Bibliologica. – Lublin: Maria Curie-Sklodowska University Press, 2016. – Vol. 58. – Р. 159 – 167. – DOI: http://dx.doi.org/10.17951/fb.2016.1.159